# Tmarus homanni
Tmarus homanni är en spindelart som beskrevs av Pater Chrysanthus 1964. Tmarus homanni ingår i släktet Tmarus och familjen krabbspindlar. Inga underarter finns listade i Catalogue of Life.